# Frank Meisler

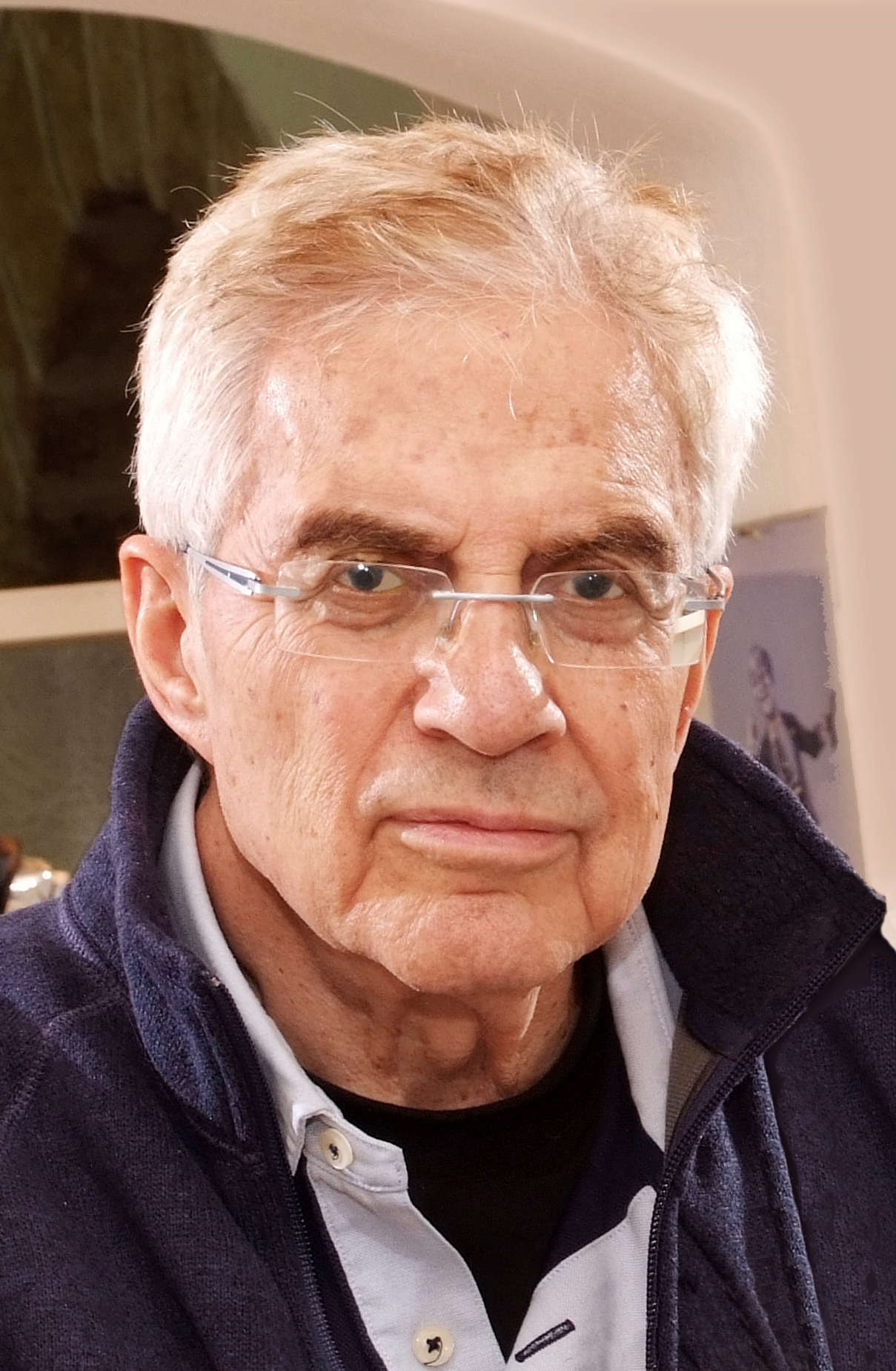
Frank Meisler (Dezember 2012)

Frank Meisler (* 1925 in Danzig, Freie Stadt Danzig; † 24. März 2018 in Jaffa) war ein deutsch-britisch-israelischer Architekt und Bildhauer.

## Leben
Frank Meisler wuchs in Danzig auf, das seit 1919 als Freistaat vom Deutschen Reich getrennt war. Sein Vater betrieb ein kleines Transportgewerbe, das er unter dem antisemitischen Druck der Nationalsozialisten auf die andere Seite der Grenze, nach Polen, verlegen musste. Ende August 1939 konnten ihm seine Eltern zusammen mit 14 anderen jüdischen Kindern noch die Flucht mit dem letzten der drei Kindertransporte aus Danzig ermöglichen. Die dreitägige Eisenbahnfahrt wurde von einem Mitglied der jüdischen Gemeinde sowie auf der deutschen Strecke von einem  Gestapo-Polizisten begleitet und verlief über Berlin-Friedrichstraße nach Hoek van Holland und von dort zum Bahnhof Liverpool Street Station in London. Drei Tage nach seiner Abreise wurden seine Eltern verhaftet, später in das  Warschauer Ghetto deportiert und im KZ Auschwitz ermordet. In London lebten zwei Schwestern seiner Mutter und seine Großmutter, die schon einige Jahre früher aus Deutschland geflohen waren. Hier wuchs Frank Meisler auf. Von seinen Eltern erfuhr er nichts mehr, die in Großbritannien kursierenden Informationen über die Situation in den Konzentrationslagern und über die Judenvernichtung ließen den Jugendlichen zu der bitteren Erkenntnis kommen, dass er eine Waise (“I’m an orphan”) sei.
Nach dem Ende des Zweiten Weltkriegs studierte Meisler an der Manchester University Architektur. Nach erfolgreichem Abschluss war er unter anderem am Bau des Flughafens Heathrow beteiligt. 1956 übersiedelte er nach Israel, wo er sich in der Altstadt von Jaffa niederließ und auch ein Bildhaueratelier betrieb. Die Werke Meislers sind außer in Jaffa, Jerusalem und Tel Aviv unter anderem in New York, Moskau, San Juan (Argentinien), Danzig, London und Berlin zu finden. Seine Skulpturen stehen im öffentlichen Raum. Das eigene Erlebnis des Kindertransports führte dazu, dass Meisler zu diesem Thema schließlich eindrucksvolle Bronzeskulpturen schuf.
Meisler starb am 24. März 2018 in Jaffa. Sein Grab befindet sich auf dem Friedhof von Givʿat Brenner.

## Auszeichnungen

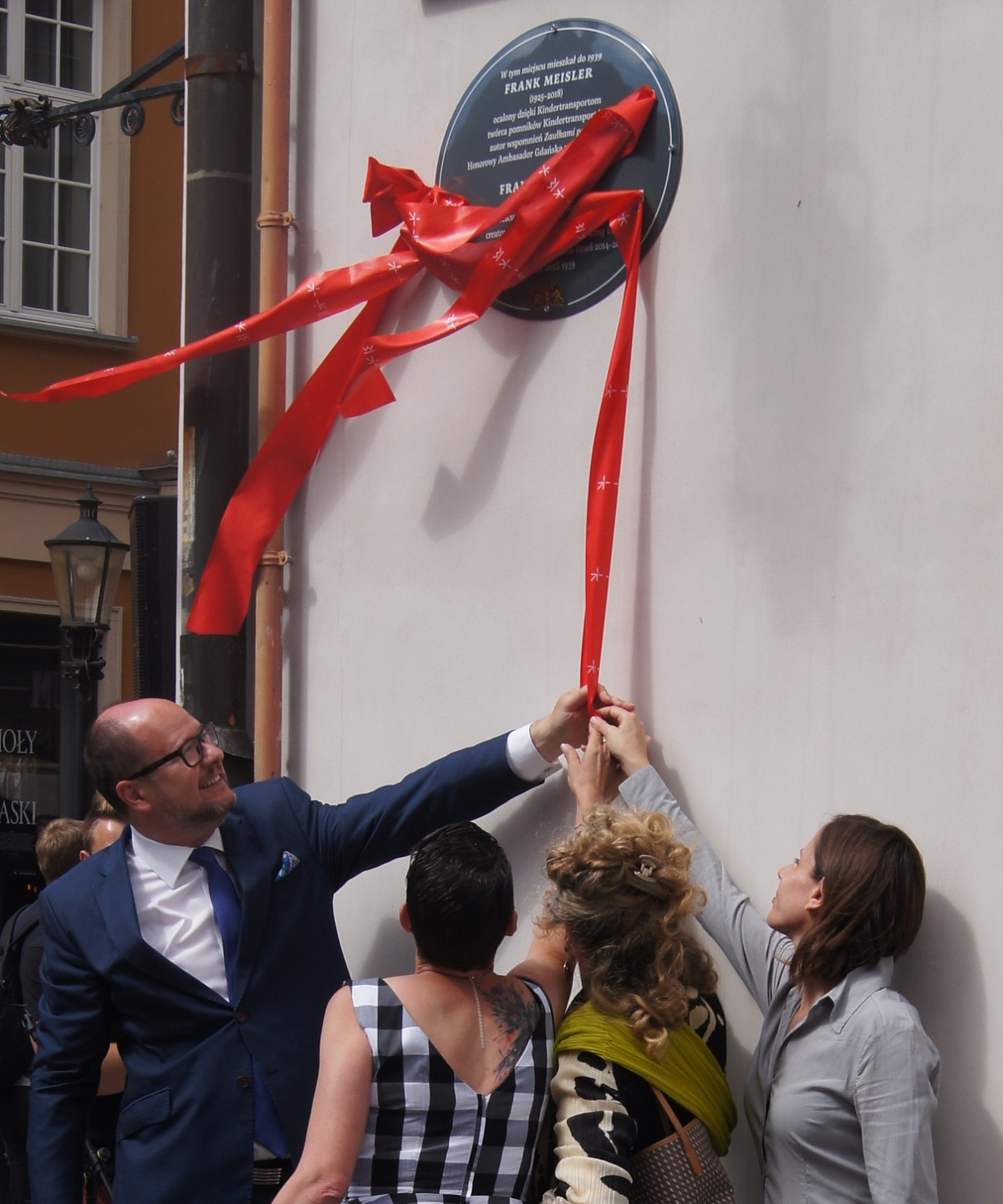
Enthüllung der Gedenktafel in Danzig

- 1999 wurde Meisler von der tschechischen Akademie der Bildenden Künste mit der Goldmedaille „Franz Kafka“ ausgezeichnet.
- 2002 erhielt er von der Russischen und der Ukrainischen Akademie der Künste die Ehrendoktorwürde.[4]
- 2012 wurde Frank Meisler für seine Verdienste um das deutsch-jüdische und das deutsch-israelische Verhältnis mit dem Verdienstkreuz 1. Klasse des Verdienstordens der Bundesrepublik Deutschland ausgezeichnet. Die Auszeichnung erhielt er von Andreas Michaelis, dem deutschen Botschafter in Tel Aviv.[5]
- 2014 wurde Meisler der Titel Ehrenbotschafter der Stadt Gdańsk in Israel vom Danziger Stadtpräsidenten Paweł Adamowicz verliehen.[6]
- 2018 wurde am Elternhaus Meislers, dem Eckhaus Langgasse/Große Wollwebergasse in Danzig, durch Stadtpräsident Paweł Adamowicz und Angehörige der Familie Meisler eine zweisprachige Gedenktafel enthüllt.[7][8]

## Werke (Auswahl)

### Architektur und Kunst allgemein

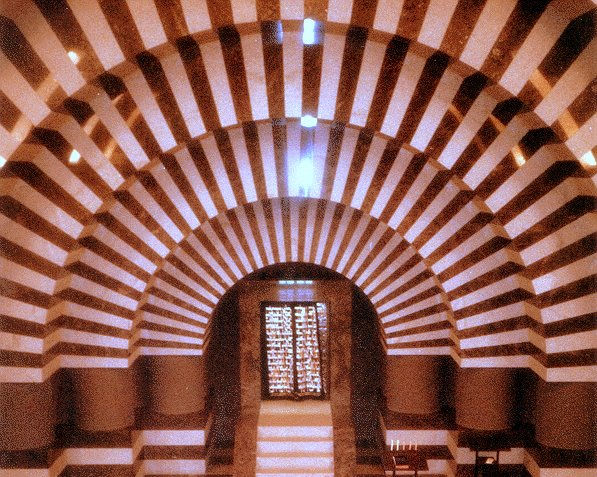
Toraschrein der Golden Rosen-Synagoge, Dnipro

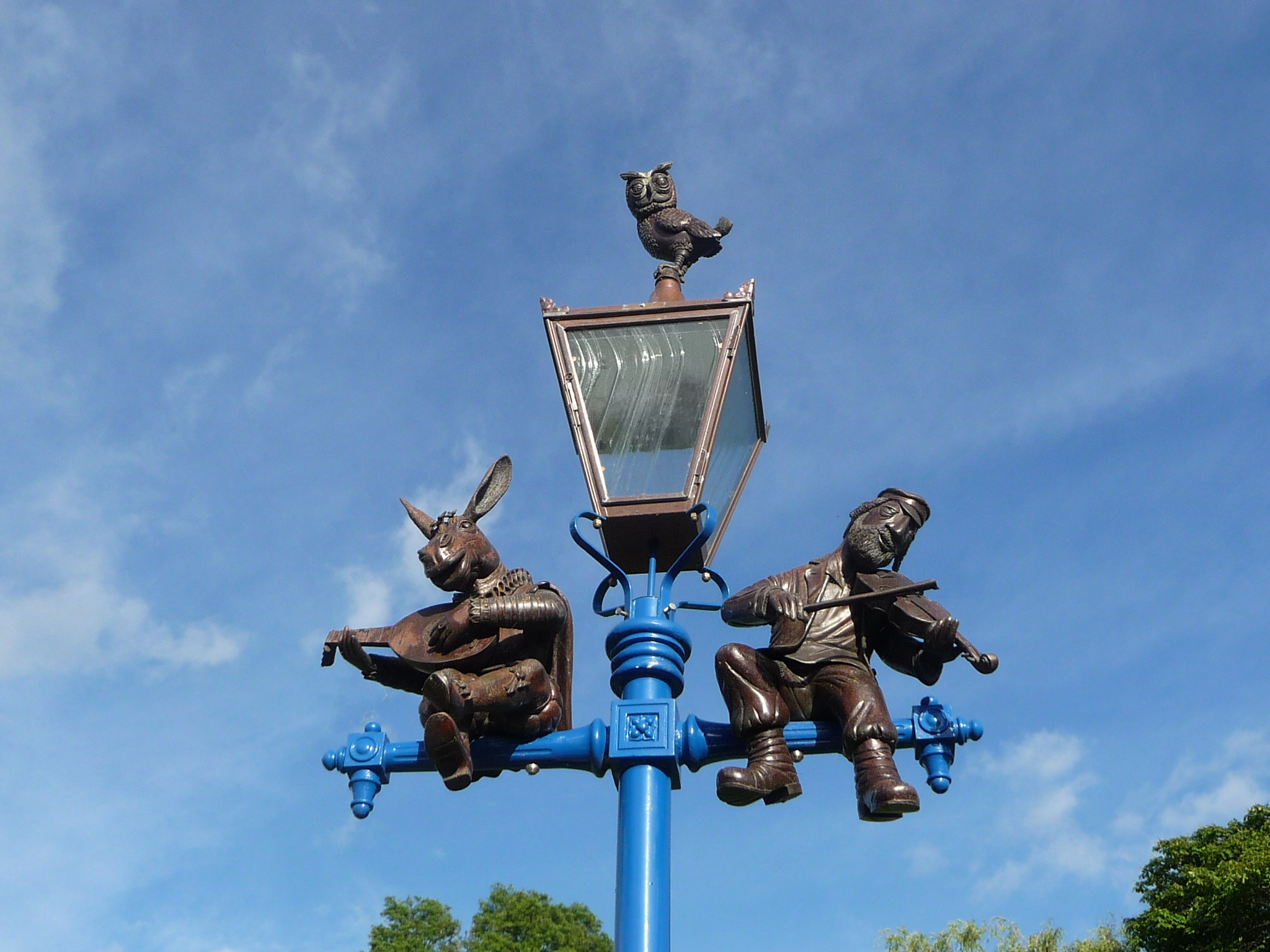
Skulptur in Stratford-upon-Avon

- Israel: Denkmal für David Ben-Gurion
- nach 1987: Mahnmal vor der Mannheimer Synagoge, ein aus Steinen der 1938 gesprengten Hauptsynagoge gestaltetes Monument erinnert an die Opfer der Verfolgung des jüdischen Volkes
- 1998: Innengestaltung der Moskauer Gedenksynagoge
- 1999: Foyer, Gebetsraum und Toraschrein in der Goldene-Rosen-Synagoge (Dnipro)
- 2008: Statue von Churchill, Stalin und Roosevelt bei der Konferenz von Jalta in Sotschi
- 2011, Mahnmal in Jantarny: zum Himmel gestreckte Hände zum Gedenken an das Massaker von Palmnicken an etwa 3000 jüdischen weiblichen Häftlingen der Außenlager des KZ Stutthof im  Januar 1945
- 2009: Das Ewige Kiew, Kiew
- Denkmal für Christoph Kolumbus in Madrid
- Brunnen in Jerusalem.

### Skulpturengruppen zu den Kindertransporten
Meislers Skulpturengruppen, entstanden aus eigenem Erleben, zeigen Gemeinsamkeiten sowie unterschiedliche gestalterische Details und wurden inzwischen zur europäischen „Route“ der Kindertransporte.
- 2006: auf Initiative von Prinz Charles gibt es das Denkmal Kindertransport – Die Ankunft für die Kindertransporte am Bahnhof Liverpool Street Station in London, wo die jüdischen Kinder aus Deutschland eintrafen.
- 2008: Denkmal Züge ins Leben – Züge in den Tod: 1938–1939 am Bahnhof Berlin-Friedrichstraße für die Rettung von 10.000 jüdischen Kindern, die von hier aus nach London reisten. Das Denkmal wurde am 30. November 2008 feierlich eingeweiht[10]
- 2009: Kindertransport – Die Abreise in Danzig entwarf Frank Meisler auf Wunsch des Danziger Bürgermeisters Paweł Adamowicz, die an 124 abreisende Kinder erinnert.[11] Sie wurde vor dem Bahnhof Gdańsk Główny aufgestellt.
- 2011: Kindertransport – Channel Crossing to Life in Hoek van Holland – Denkmal für die geretteten jüdischen Kinder
- 2015: Kindertransport – Der letzte Abschied, am Bahnhof Dammtor, Hamburg. Das Denkmal zeigt zwei Gruppen von Kindern und Jugendlichen, die mit dem Rücken zueinander stehen und auf einen Zug warten. In verschiedenen Farben dargestellt, ist die Gruppe der Geretteten zahlenmäßig unterlegen, da die meisten jüdischen Kinder in den Vernichtungslagern der Nazis umkamen.

London
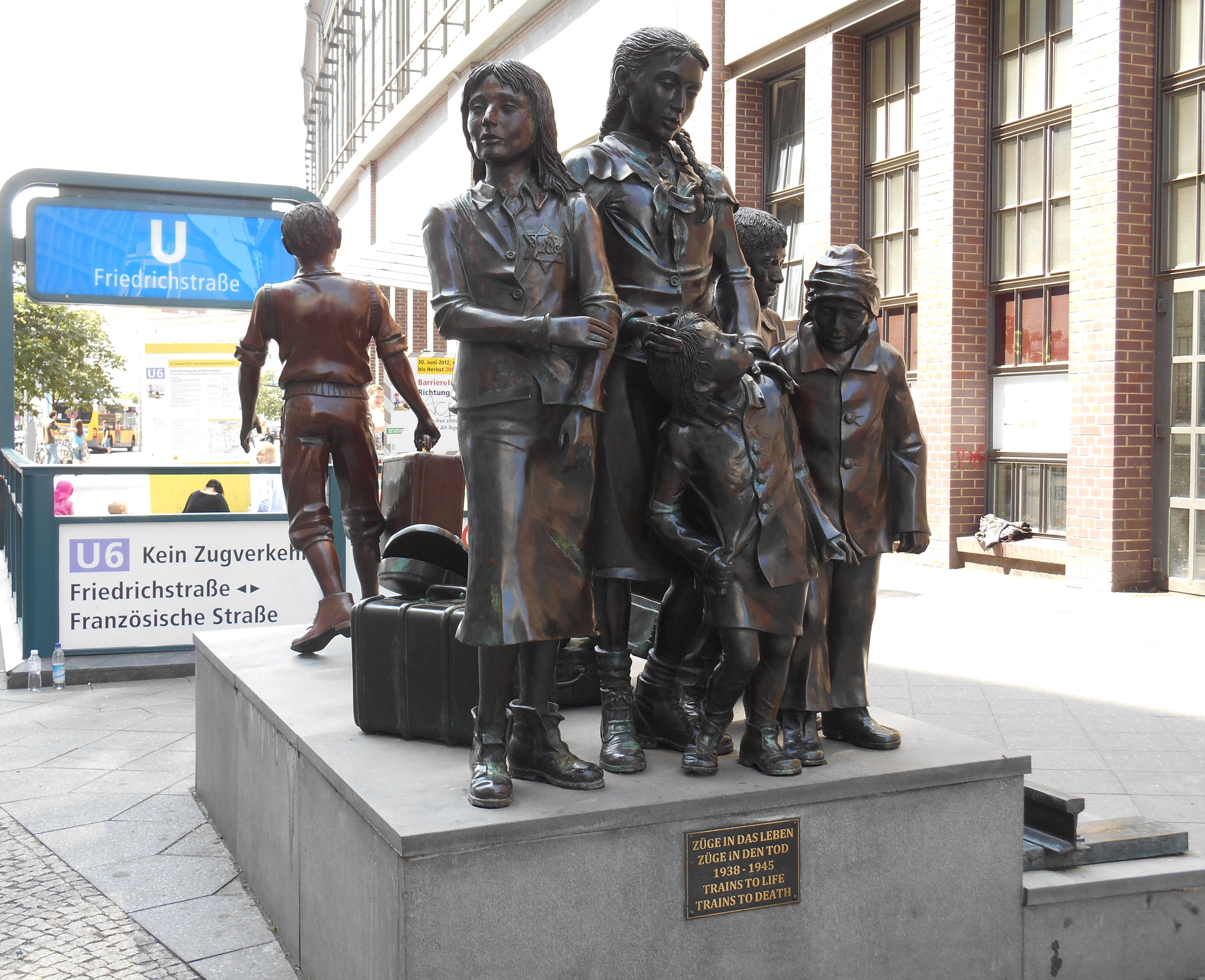
Berlin
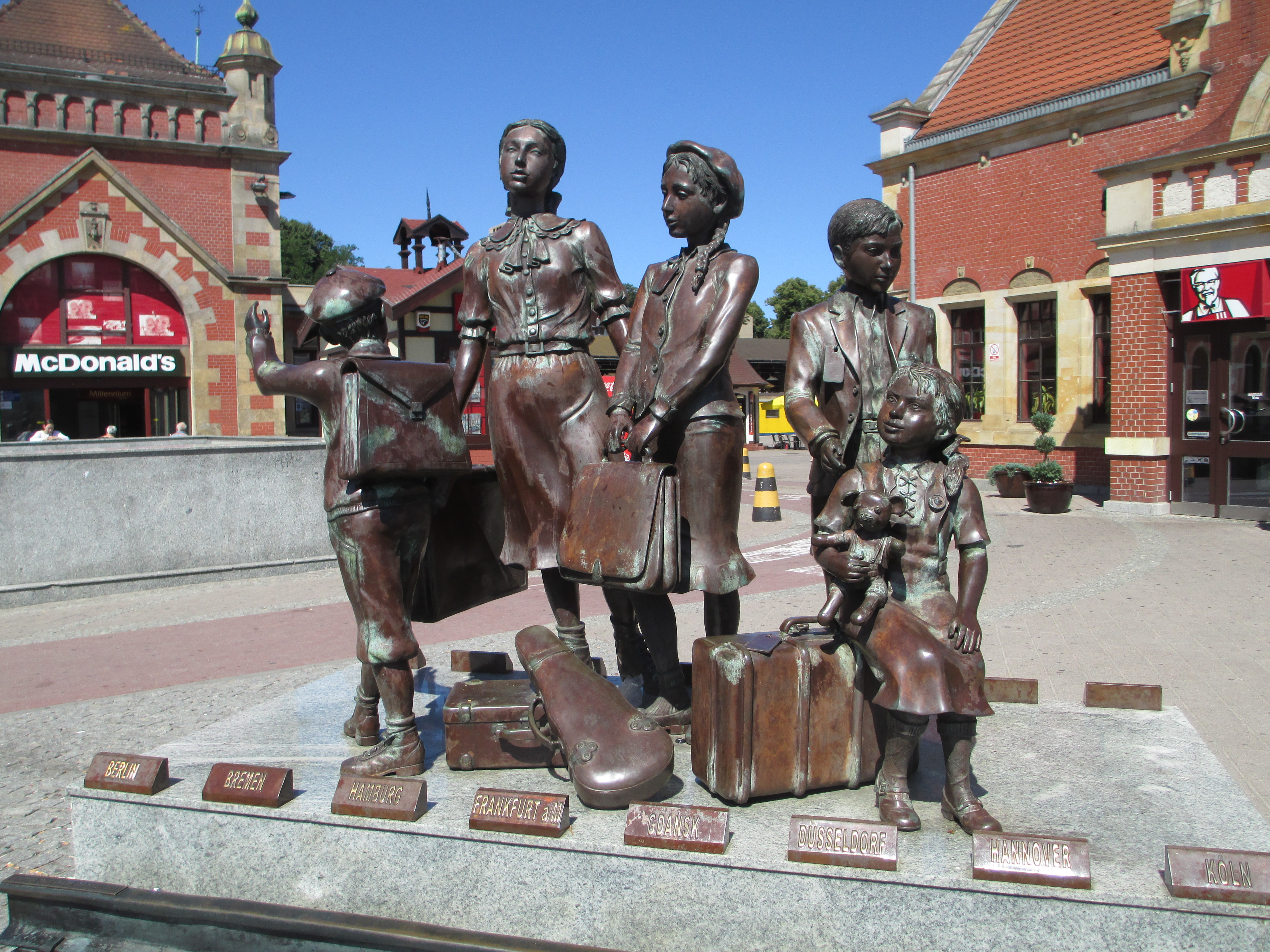
Danzig
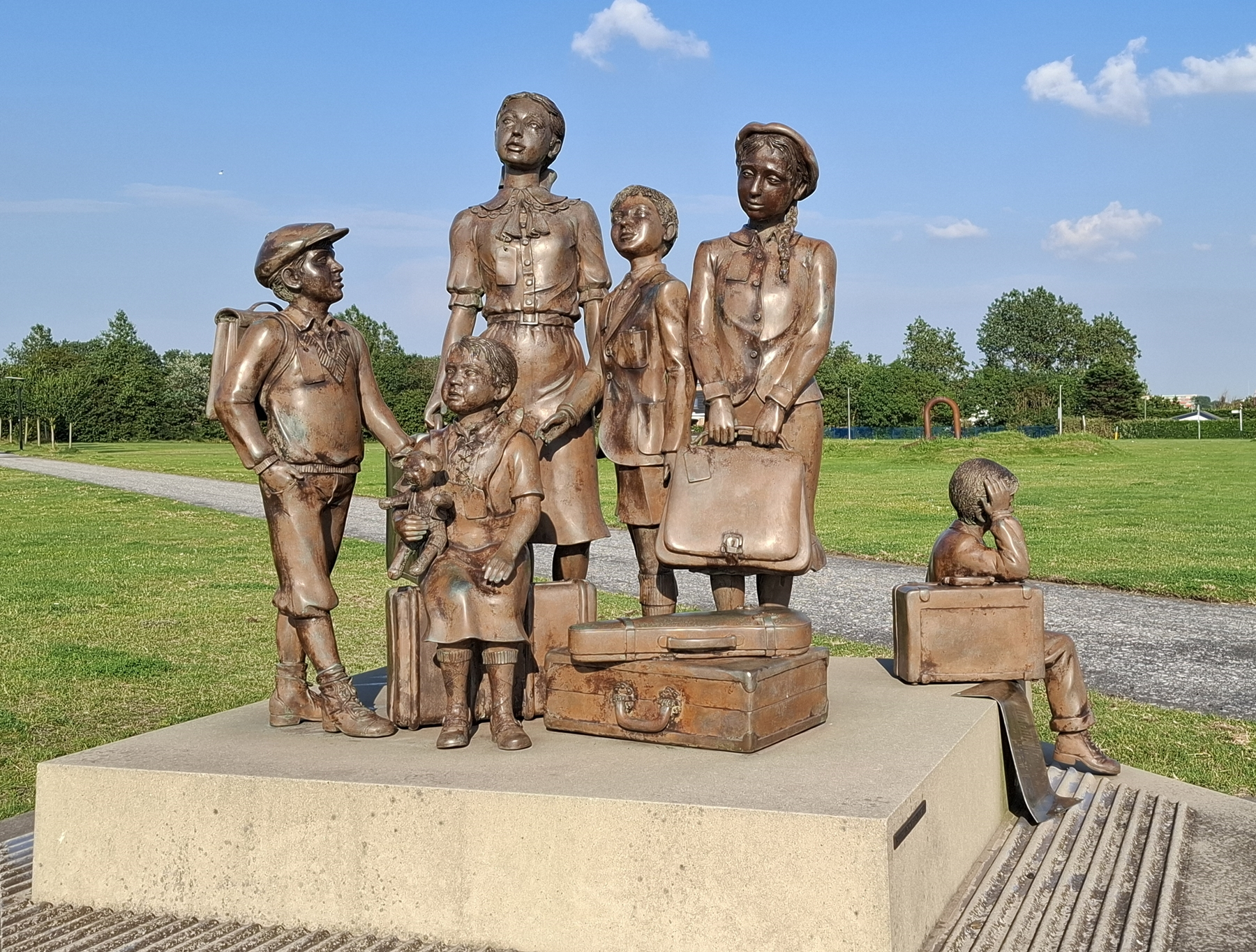
Rotterdam, Hoek van Holland
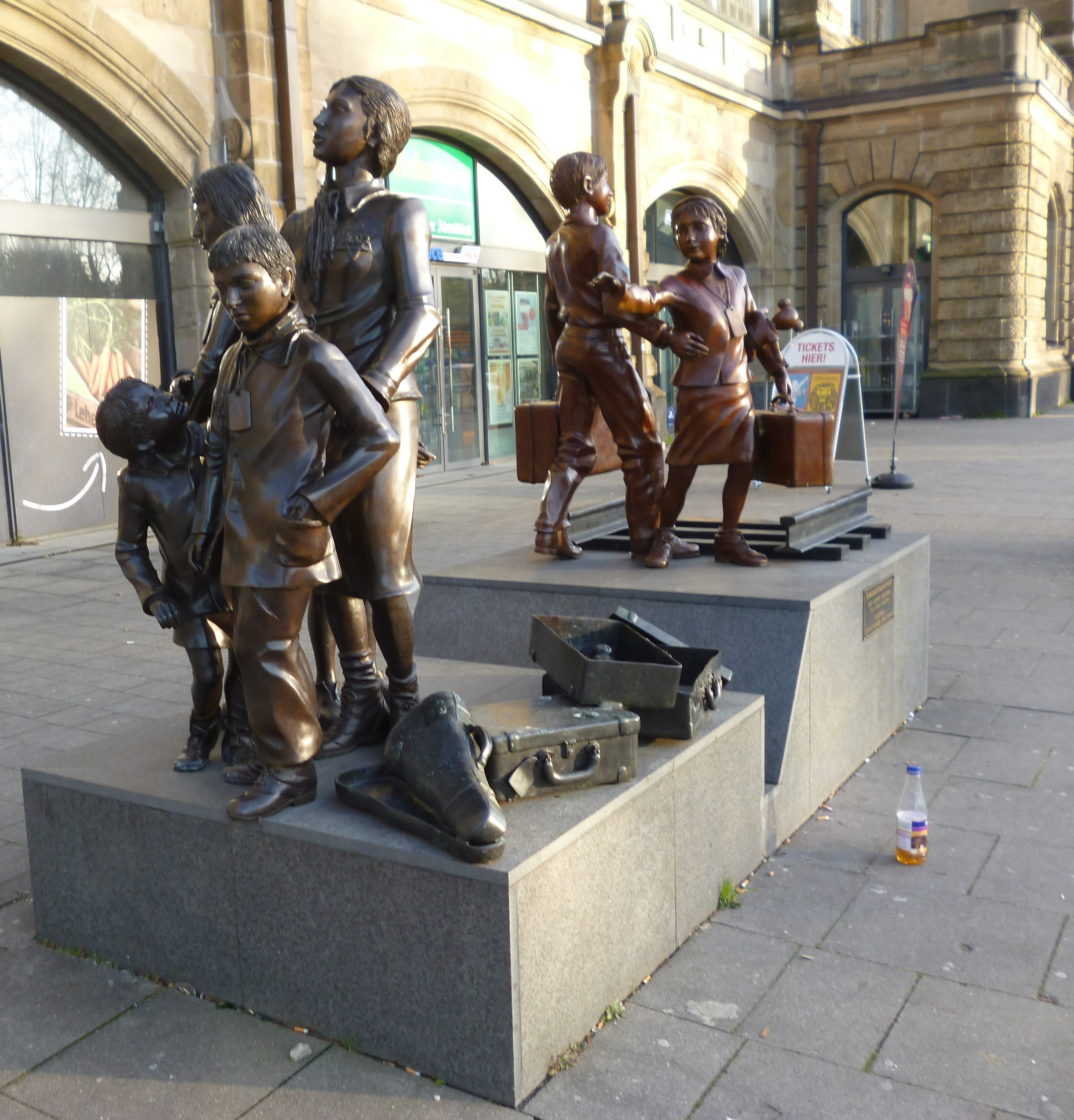
Hamburg

### Publikationen
- Frank Meisler. On the Vistula Facing East. Deutsch, London 1996, ISBN 0-233-99022-4.
- Miłosława Borzyszkowska-Szewczyk (Hrsg.): Zaułkami pamięci. Gdańsk – Londyn – Jaffa. übers. ins Polnische v. Agata Teperek u. Andrzej Szewczyk. Instytut Kaszubski, Gdańsk 2014, ISBN 978-83-63368-40-1.
- Miłosława Borzyszkowska-Szewczyk, Uwe Neumärker (Hrsg.): An der Weichsel gegen Osten. Mein Leben zwischen Danzig, London und Jaffa. Stiftung Denkmal für die ermordeten Juden Europas mit dem Instytut Kaszubski w Gdańsku, Berlin 2016, ISBN 978-3-942240-24-6.[12]
- Marie-Catherine Allard (27. April 2020). Modelling bridges between past and current issues of forced migration: Frank Meisler’s memorial sculpture Kindertransport – The Arrival. In: Jewish historical studies, vol. 51 issue 1, p. 86–104.